# Georg Spalatin

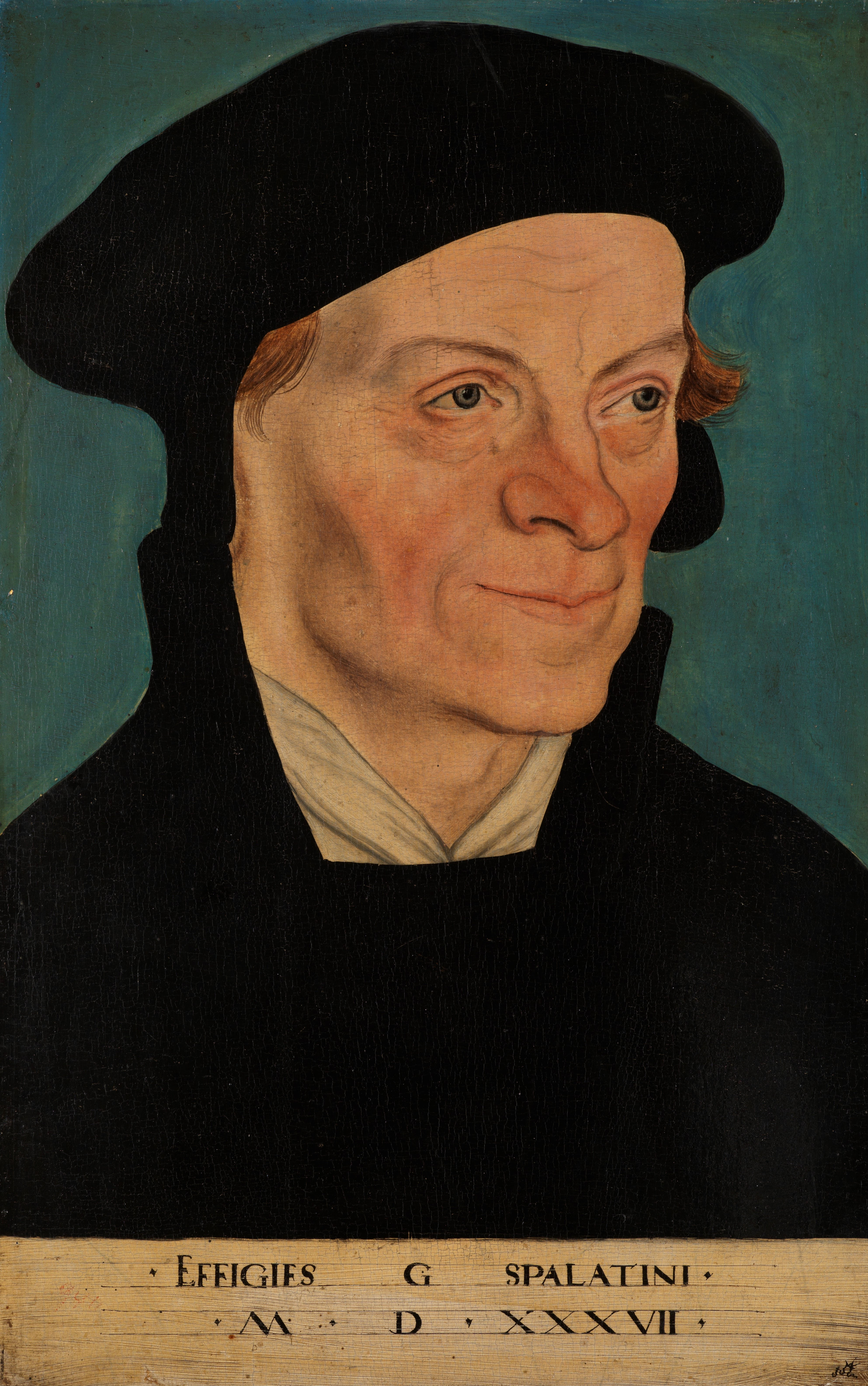
Georg Spalatin 1537, Lucas Cranach d. Ä.

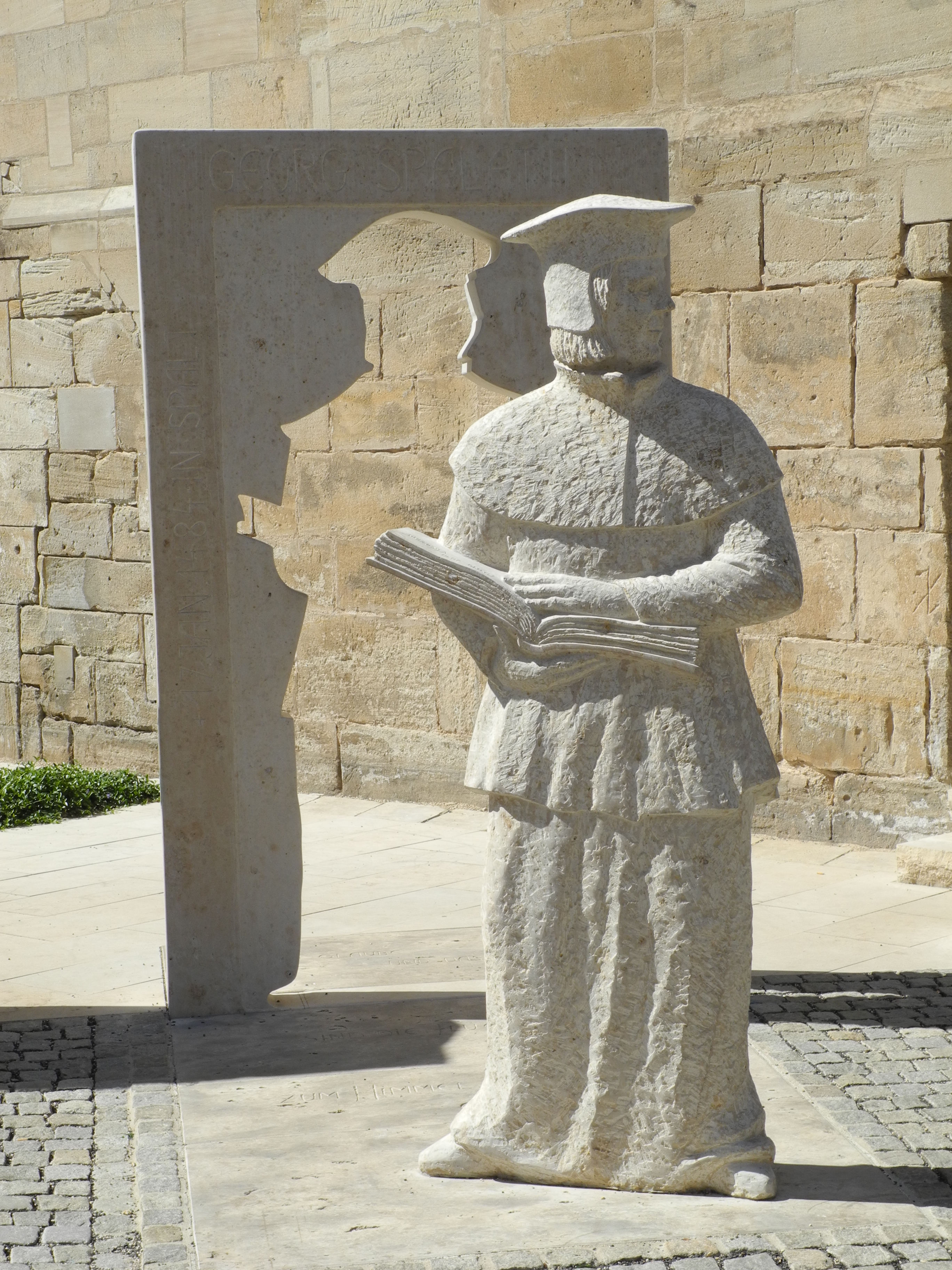
Spalatin-Denkmal in Spalt

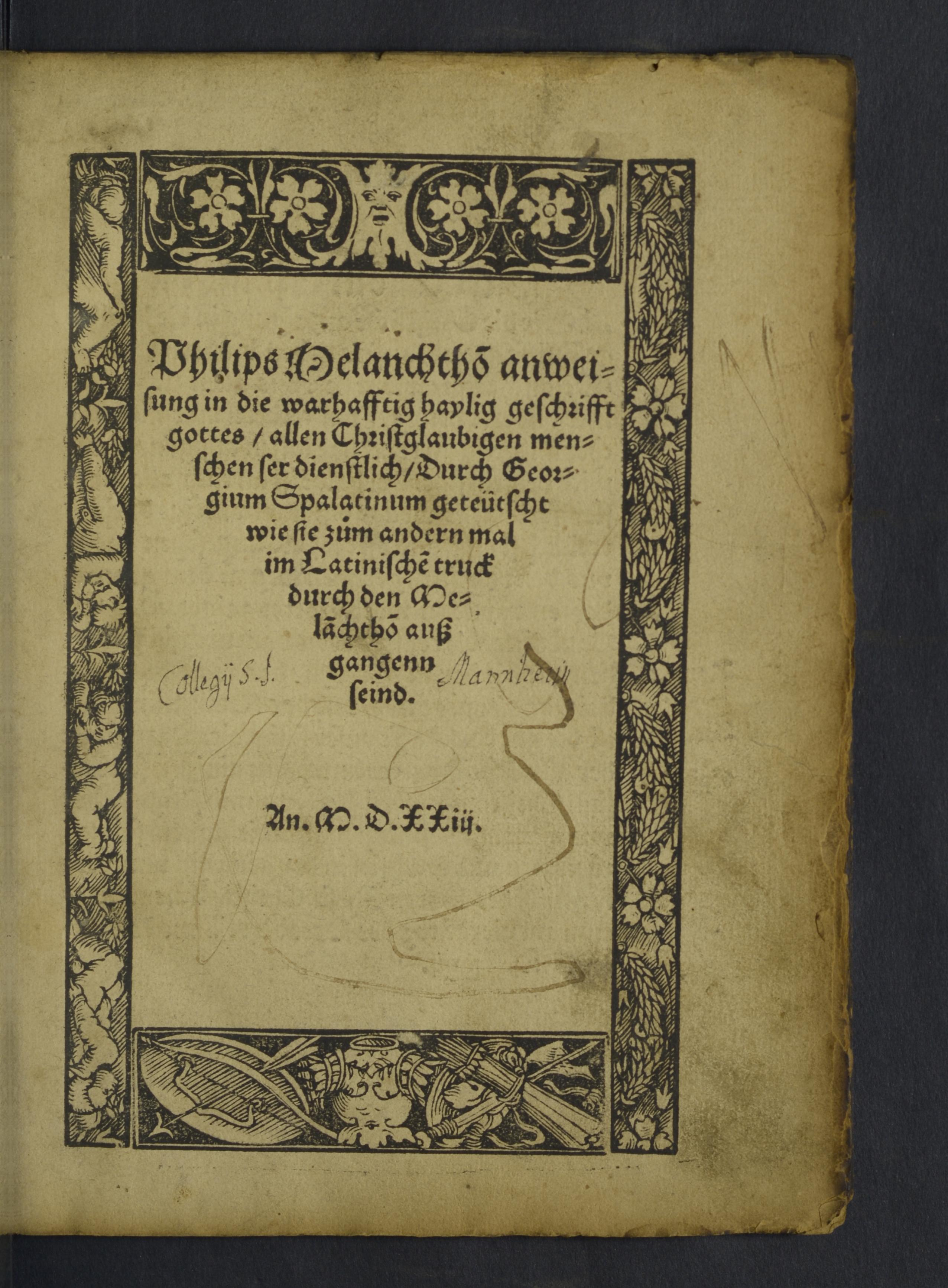
Melanchthon-Übersetzung von 1523

Georg Burkhardt nannte sich später Spalatin (* 17. Januar 1484 in Spalt im Bistum Eichstätt (daher sein Name); † 16. Januar 1545 in Altenburg) und war ein deutscher Humanist, Theologe, Reformator und Historiker.

## Leben
Spalatin wurde als unehelicher Sohn des Rotgerbers Georg Burkhardt d. Älteren († 1484) und der Else Kilian († 14. April 1523) geboren. Nach dem Besuch der Stiftsschule in seiner Geburtsstadt Spalt (heutiger Landkreis Roth bei Nürnberg) kam er 1497 an die St. Sebaldusschule in Nürnberg. Im Sommersemester 1498 immatrikulierte er sich an der Universität Erfurt, studierte zunächst Philosophie und erwarb 1499 den ersten akademischen Grad eines Baccalaureus. 1502 wandte er sich zusammen mit Nikolaus Marschalk der neu geschaffenen Universität Wittenberg zu, wo er griechische und geschichtliche Studien betrieb und am 2. Februar 1503 als einer der ersten an der Artistenfakultät den akademischen Grad eines Magisters erwarb.
Spalatin studierte dann in Erfurt noch die Rechte und Theologie. 1505 bis 1507 war er an der Elisabethkirche in Georgenthal als Novizenlehrer tätig und wurde nach seiner Priesterweihe 1508 Erzieher des späteren Kurfürsten Johann Friedrich. Im Auftrag des Kurfürsten Friedrichs des Weisen wurde er 1512 Verwalter der im Schloss Wittenberg untergebrachten Universitätsbibliothek. 1516 ernannte Friedrich ihn zu seinem Hofkaplan und dann zu seinem Geheimschreiber an der Universität Wittenberg, wo er auch für den Erwerb von Reliquien zuständig war. Spalatin war seitdem als Beichtvater des Kurfürsten dessen vertrautester Diener, begleitete ihn zu fast allen Reichstagen und vermittelte fast ausschließlich Friedrichs Beziehungen zu Martin Luther. Nach dessen Reichsacht (Wormser Edikt) 1521 war es Georg Spalatin, der Luthers Rettung vor seinen Verfolgern auf die Wartburg organisierte.
1515 wurde Georg Spalatin Chorherr des St. Georgenstifts zu Altenburg. Johann der Beständige, der ihn ebenso wie sein Vorgänger zu schätzen wusste, ernannte ihn 1525 zum Ortspfarrer und 1528 zum Superintendenten von Altenburg. 1530 begleitete Spalatin den Kurfürsten zum Augsburger Reichstag. Von 1527 bis 1542 entwickelte er eine bedeutende Tätigkeit bei der Organisation der evangelischen Kirche der sächsischen Lande. Beispielsweise enthob er bei einer Kirchenvisitation vom Januar 1529 in Zwickau bis auf den Hermannsdorfer Pfarrer alle dem Kloster Grünhain unterstellten Pfarrer ihres Amtes, da er sie zur weiteren Führung ihres Amtes für „ungeschickt“ befand.
Georg Spalatin widmete sich verstärkt seinen historischen Forschungen. Er sammelte römische Quellen und wertete diese aus. 1510 veröffentlichte er eine Chronik der Sachsen und Thüringer. Er schrieb die Biographien Friedrichs des Weisen (herausgegeben von Neudecker und Preller, Weimar 1851) und Johanns des Beständigen; Christliche Religionshändel oder Religionssachen, von Ernst Salomon Cyprian irrig Annales Reformationis (Leipzig 1718) genannt, und eine Geschichte der Päpste und Kaiser des Reformationszeitalters. Außerdem verfasste er die erste Biographie von Arminius (Hermann der Cherusker) und veröffentlichte sie im Jahre 1535 in Wittenberg unter dem Titel: Von dem thewrern Deudschen Fürsten Arminio: ein kurtzer auszug aus glaubwirdigen latinischen Historien: durch Georgium Spalatinum zusammen getragen und verdeutscht.
Georg Spalatin war mit Katharina Heidenreich († 1552) aus  Altenburg verheiratet. Aus dieser Ehe entstammten zwei Töchter; 1532 und 1533 geboren. Er starb am 16. Januar 1545, nur einen Tag vor seinem 61. Geburtstag, in Altenburg. Spalatin wurde vor dem Altar seiner Stadtkirche St. Bartholomäi in Altenburg beigesetzt. Seine Gebeine gelten heute als verschollen.
Spalatin war ein enger Freund Veit Warbecks. Er wurde mehrfach (gesichert 1509, 1515 und 1537) von Lucas Cranach d. Ä. porträtiert. Ab 1518 führte er einen langen Briefwechsel mit Philipp Melanchthon

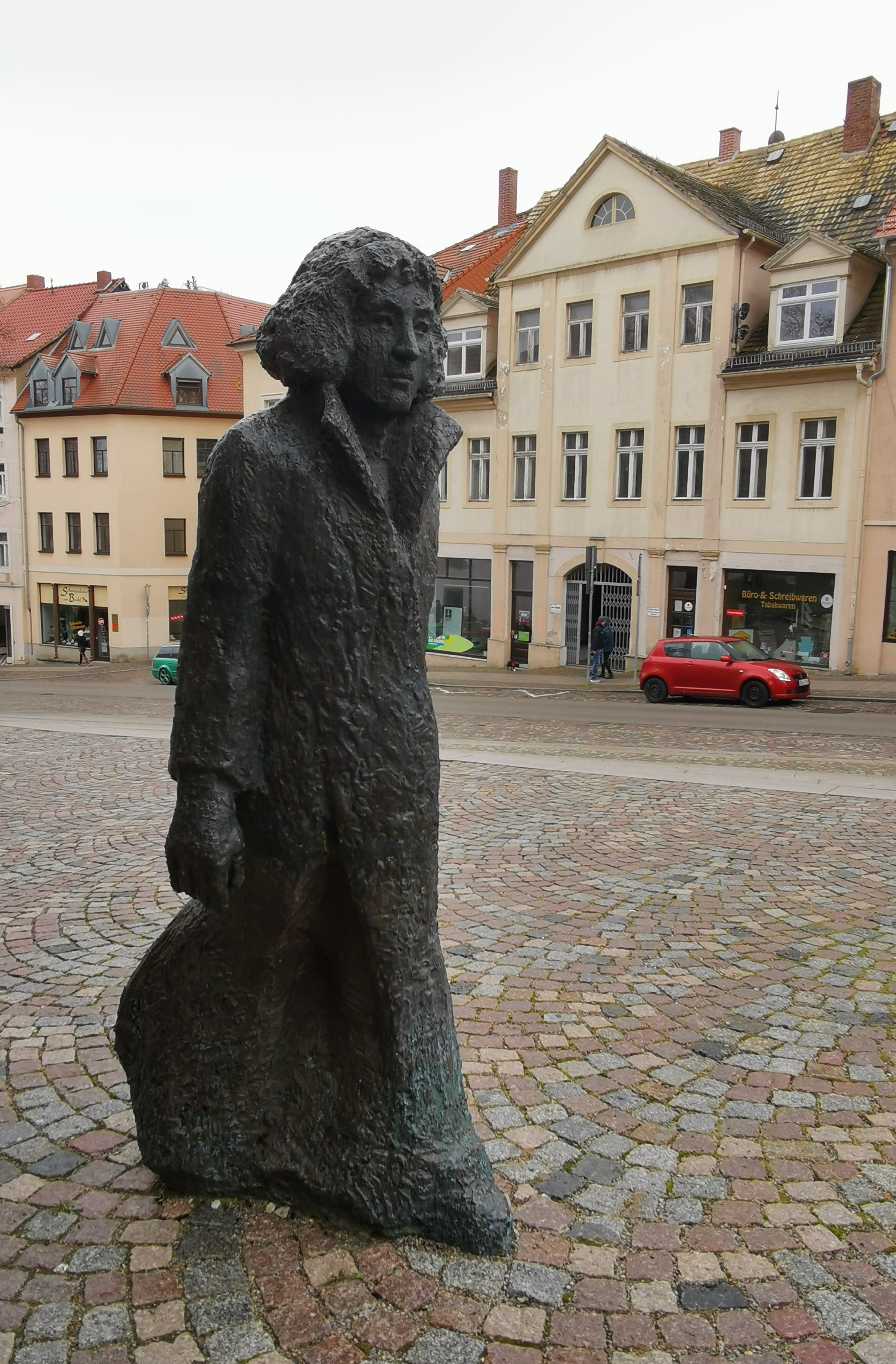
Spalatindenkmal in Altenburg

Seit dem 31. Oktober 2017 hat Altenburg (Thüringen) dem „Steuermann der Reformation“ ein Denkmal gesetzt. Dieses Denkmal auf Augenhöhe wurde vom Bildhauer Christian Späte geschaffen.

## Gedenktag
16. Januar im Evangelischen Namenkalender.

## Schriften
- Annales Reformationis oder Jahrbücher von der Reformation Lutheri. E. S. Cyprian, Leipzig  1718.
- Das Leben und die Zeitgeschichte Friedrichs des Weisen, publiziert in Georg Spalatins Historischer Nachlass and Briefe, zusammengestellt von Christian Gotthold Neudecker und Ludwig Preller. Mauke, Jena 1851.